# Tania Russof
Tania Russof (* 6. Juli 1974 als Taņa Rusova in Riga, Lettische SSR) ist eine ehemalige Pornodarstellerin russischer Abstammung.
Sie wurde in ihrer Heimatstadt von dem französischen Regisseur Pierre Woodman entdeckt und begann ihre Karriere im Jahre 1994. Sie unterschrieb einen Exklusivvertrag mit der Produktionsfirma Private Media Group, die sie in den Folgejahren zum Star aufbaute (u. a. in The Pyramid; The Gigolo; Tatiana). Tania Russof heiratete Woodman am 12. September 1996. Die Ehe wurde im September 2000 wieder geschieden und Russof verließ die Pornobranche.
Im September 1996 war sie Pet of the Month sowie 1998 Pet of the Year Runner-up der US-Ausgabe der Zeitschrift Penthouse.

## Auszeichnungen
- 1998: Venus Award: Beste Darstellerin

## Filmografie (Auswahl)
- 2005: Private Adventures of Pierre Woodman:: Formula Woodman
- 1999 Private Gold 28: Tatiana 3
- 1999 Private Gold 27: Tatiana 2
- 1999 Private XXX 3
- 1999 Private Gold 26: Tatiana 1
- 1999 The Best by Private 15: Millenium
- 1998 The Best by Private 10: The Fetish Collection (Video)
- 1998 The Best by Private 4: Cumshot De Luxe (Video) (as Tania)
- 1996 Private Gold 11-13: Pyramid 1-3
- 1996 Triple X 20
- 1996 Triple X 12
- 1995 Private Film 28: The Gigolo 2
- 1995 Private Film 27: The Gigolo